# رهوة قارس

تعديل مصدري - تعديل

رهوة قارس هي إحدى قرى عزلة القارة بمديرية رصد التابعة لمحافظة أبين، بلغ تعداد سكانها 297 نسمة حسب تعداد اليمن لعام 2004.